# Crypsotidia conifera
Crypsotidia conifera är en fjärilsart som beskrevs av George Francis Hampson 1913. Crypsotidia conifera ingår i släktet Crypsotidia och familjen nattflyn. Inga underarter finns listade i Catalogue of Life.